# Владичени (Њамц)
Владичени (рум. Vlădiceni) насеље је у Румунији у округу Њамц у општини Баргауани. Oпштина се налази на надморској висини од 321 m.

## Становништво
Према подацима из 2002. године у насељу је живело 436 становника, од којих су сви румунске националности.